# Yancho Dimitrov
Pour les articles homonymes, voir Dimitrov.
Yancho Dimitrov (en bulgare : Янчо Димитро), né le 11 mars 1943 à Dimitrovgrad et mort le 4 décembre 1992 est un footballeur international bulgare. Il évoluait au poste d'attaquant.

## Biographie

### En club
Yancho Dimitrov est d'abord joueur du FC Dimitrovgrad (en) en 1960-1961,,.
En 1961, il devient joueur du Beroe Stara Zagora.
En 1968, Dimitrov rejoint le Slavia Sofia. Il raccroche les crampons en 1972.
En compétitions européennes, il dispute au total trois matchs en Coupe des villes de foires.

### En équipe nationale
International bulgare, il reçoit 10 sélections pour 3 buts marqués en équipe de Bulgarie entre 1965 et 1968,.
Son premier match a lieu le 9 mai 1965 contre la Turquie en amical (victoire 4-1).
Il inscrit deux buts le 6 novembre 1966 lors d'un match amical contre la Yougoslavie (victoire 6-1).
Il dispute les qualifications pour le tournoi olympique de 1968, il marque un but contre l'Allemagne de l'Est (victoire 4-1) le 10 avril 1968.
Dimitrov fait partie de l'équipe de Bulgarie médaillée d'argent aux Jeux olympiques 1968. Il dispute trois matchs lors de la compétition,.
Il dispute son dernier match en sélection durant le tournoi le 23 octobre 1968 contre le Mexique (victoire 3-2), il ne dispute pas la finale perdue contre la Hongrie.

## Palmarès

### En sélection
Bulgarie
- Jeux olympiques :
  -  Argent : 1968.